# Can Moragues (Palafrugell)
Can Moragues és una obra de Palafrugell (Baix Empordà) protegida com a Bé Cultural d'Interès Local.

## Descripció
Casa de planta baixa i tres pisos amb habitatge al pisos i un bar restaurant als baixos. L'immoble és de planta trapezoïdal i es troba sobre el traçat de l'antiga muralla. Les obertures són emmarcades amb pedra picada: portes d'arc escarser, al primer pis trobem una llarga balconada correguda en les dues façanes i balcons simples a les altres dues plantes. Vora la cantonada totes les obertures que donen a la plaça són simulades. Hi ha, a més un àtic i una terrassa amb balustrada moderna. Els baixos són coberts amb volta de pedra arrebossada.. A dues llindes dels balcons s'hi llegeix: D.F. GIRONELL / 1843. Aquesta casa fou reformada en ser enderrocada la torre de muralla a la qual s'adossava, a l'actual cantonada.

## Història
La torre d'en Moragues era l'únic element de la muralla que restà dempeus fins entrat el segle xx. El propietari de l'edifici, Gervasi Isern, cobrà -després de diversos peritatges i al·legacions- per l'expropiació de la torre 2.410,14 pessetes, que li lliurà l'alcalde F. Sagrera, en moneda de plata, el juliol de 1910. L'any 1908 fou enderrocada la torre segons el projecte d'aliniament del carrer de Pi i Margall elaborat per l'arquitecte municipal Isidre Bosch. La recomposició de la façana en la part on s'afegia la torre significà la continuació del balcó corregut i els buits simulats. En una barana del balcó, de forja, hi ha les sagetes al·lusives a Sant Sebastià, copatró de la vila. Les fotografies antigues mostren la torre desapareguda. Era cilíndrica, alta i massissa, amb un torricó al cim, segurament molt més tardà.
La torre d'en Moragues era l'únic element de la muralla que restà dempeus fins entrat el segle xx. El propietari de l'edifici, Gervasi Isern, cobrà -després de diversos peritatges i al·legacions- per l'expropiació de la torre 2.410,14 pessetes, que li lliurà l'alcalde F. Sagrera, en moneda de plata, el juliol de 1910. L'any 1908 fou enderrocada la torre segons el projecte d'aliniament del carrer de Pi i Margall elaborat per l'arquitecte municipal Isidre Bosch. La recomposició de la façana en la part on s'afegia la torre significà la continuació del balcó corregut i els buits simulats. En una barana del balcó, de forja, hi ha les sagetes al·lusives a Sant Sebastià, copatró de la vila. Les fotografies antigues mostren la torre desapareguda. Era cilíndrica, alta i massissa, amb un torricó al cim, segurament molt més tardà.